# Текстильщики (станція метро, Велика кільцева лінія)
55°42′30″ пн. ш. 37°43′42″ сх. д. / 55.70833° пн. ш. 37.72833° сх. д.
«Текстильщики» (рос. Текстильщики) — проміжна станція Великої кільцевої лінії Московського метрополітену. 
Розташована в районі на межі районів Печатники та Текстильщики  (Півд-Сх. АО), за останнім з яких і отримала свою назву. 
Відкрито 1 березня 2023 року у складі дистанції «Каховська»  — «Нижньогородська» під час церемонії повного замикання Великої кільцевої лінії 

## Технічна характеристика
Конструкція станції — колонна станція мілкого закладення із двома прямими береговими платформами.

## Колійний розвиток
Станція з колійним розвитком — пошерстий з'їзд з боку станції «Печатники» .

## Пересадки
- А: м77, м79, 54, 74, 161, 228, 234, 350, 405, 438, 530, 650, 703, 725, 731, с790, c799, 861, Вк, Вч, т27, т38, н5
- Текстильщики
- Текстильщики

## Оздоблення
Колірна гама інтер'єру станції виконана у сірих тонах з використанням граніту та мармуру. 
Особливість дизайну — дворівнева стеля з алюмінієвих панелей разом із закарнизним підсвічуванням блакитного кольору, що створює геометрію ткацького верстата 
.
| Попередня станція | Лінія | Лінія                 | Лінія | Наступна станція |
| ----------------- | ----- | --------------------- | ----- | ---------------- |
| Печатники         |       | Велика кільцева лінія |       | Нижньогородська  |